# Maurício Silva
Maurício Borges Almeida Silva (Maceió, 4 febbraio 1989) è un pallavolista brasiliano, schiacciatore del BVC.

## Palmarès

### Club
- Campionato brasiliano: 3

2006-07, 2011-12, 2020-21
- Campionato Mineiro: 2

2011, 2012
- Campionato sudamericano per club: 1

2012

### Nazionale (competizioni minori)
- Campionato mondiale under 21 2009
- Memorial Hubert Wagner 2019
- Giochi panamericani 2011

### Premi individuali
- 2009 - Campionato mondiale under 21: MVP
- 2017 - Campionato sudamericano: MVP
- 2019 - Memorial Hubert Wagner: Miglior ricevitore
- 2020 - Coppa Libertadores: Miglior schiacciatore
- 2021 - Superliga Série A: MVP
- 2021 - Superliga Série A: Miglior schiacciatore